# Ralphina D’Almeida
Ralphina D'Almeida née Ralphina Philott, également appelée Ma D'Almeida ou Ralphina A. Phillott-Almeida, née à Bathurst aujourd'hui Banjul et morte le 4 juillet 2017 est une femme médecin, enseignante et femme politique gambienne.

## Biographie

### Enfance et formations
Ralphina D’Almeida étudie à la School of Oriental and African Studies de Londres. Elle est détentrice d'un master en histoire, sociologie et sciences politiques obtenu au Centre of West African Studies de l'Université de Birmingham. En 2014, elle obtient son doctorat à l'American University. 

### Carrière
Ralphina D’Almeida commence sa carrière comme enseignante. En 1970, elle est professeur d'histoire à l'Armitage Grammar School à Georgetown (aujourd'hui Armitage High School à Janjanbureh), ainsi qu'à la St. Joseph's High School et à la St. Augustine's High School à Banjul. Plus tard, elle est directrice adjointe du Yundum College (aujourd'hui Gambia College).
De 2000 à 2012, elle enseigne les études de genre et les études de développement à l'Université de Gambie.
De 1988 à 1992, elle est ministre des Affaires sociales et de la Santé, puis secrétaire d'État à la Santé de 1992 à 1994.